# Douglas Cloudster II
Die Douglas Cloudster II war der Prototyp eines fünfsitzigen leichten Reiseflugzeugs der späten 1940er-Jahre. Es war von ungewöhnlicher Bauart; zwei verdeckt eingebaute Kolbenmotoren trieben einen einzigen Heckpropeller an. Nur ein einziges Exemplar wurde gebaut, das auch nur zweimal flog, denn es erwies sich als zu teuer, um ein kommerzieller Erfolg zu werden.

## Entwicklung und Geschichte
Während der früheren 1940er Jahre entwickelte die Douglas Aircraft Corporation eine Konfiguration für zweimotorige Flugzeuge, bei denen im Rumpf verborgene Motoren hinter einem konventionellen Leitwerk liegende Propeller antrieben. Durch das Vermeiden von Aufbauten an den Tragflächen konnte Reibung (aerodynamischer Widerstand) reduziert werden. Diese Anordnung wurde zuerst mit dem Douglas XB-42 „Mixmaster“-Bomber demonstriert, der 30 % Luftwiderstandsreduktion im Vergleich zu konventionellen zweimotorigen Auslegungen zeigte. Gleichzeitig wurden jegliche Probleme eliminiert, die unter asymmetrischem Schub bei Flug mit nur einem Motor auftreten.
Angesichts des Erfolgs der XB-42 übernahm Douglas diesen vielversprechenden neuen Entwurf für ein Mittelstreckenflugzeug, das nie gebaute Passagierflugzeug DC-8 „Skybus“, sowie für ein fünfsitziges Leichtflugzeug zur Verwendung im Geschäfts- und Charterverkehr, das Model 1015 oder Cloudster II heißen sollte.
Die Cloudster II war ein Tiefdecker mit einziehbarem Bugradfahrwerk. Pilot und vier Passagiere saßen in einer Druckkabine weit vor der ungepfeilten Tragfläche. Zwei luftgekühlte Kolbenmotoren waren im hinteren Rumpfteil untergebracht. Sie trieben einen einzelnen Zweiblatt-Propeller von 2,5 m Durchmesser an. Dieser war hinter dem Leitwerk montiert und wurde über Wellen angetrieben, die aus dem Bell-P-39-Jäger übernommen worden waren.
Die Cloudster II machte ihren Erstflug am 12. März 1947. Obwohl Leistung und Handhabung gut waren, litt sie unter starker Vibration und neigte am Boden zu Überhitzung. Nach nur zwei Flügen des Prototyps wurde die Weiterentwicklung Ende 1947 aufgegeben. Der Markt für Zivilflugzeuge entwickelte sich nach dem Krieg nicht wie erhofft, während der Verkaufspreis von ursprünglich geplanten 30.000 Dollar auf 68.000 Dollar stieg, was dieses Flugzeug wirtschaftlich unrentabel werden ließ.

## Technische Daten
| Kenngröße             | Daten                                              |
| --------------------- | -------------------------------------------------- |
| Besatzung             | 1                                                  |
| Passagiere            | 4                                                  |
| Länge                 | 12,13 m                                            |
| Spannweite            | 10,78 m                                            |
| Höhe                  | 3,66 m                                             |
| Leermasse             | 1475 kg                                            |
| Höchstgeschwindigkeit | 370 km/h                                           |
| Dienstgipfelhöhe      | 6800 m                                             |
| Reichweite            | 1530 km (voll besetzt), 1890 km (Überführungsflug) |
| Triebwerke            | zwei Kolbenmotoren Continental E250 zu je 190 kW   |